# کاستلو دآرجیله
کاستلو دآرجیله (به ایتالیایی: Castello d'Argile) یک کومونه در ایتالیا است که در استان بولونیا واقع شده‌است.

## خصوصیات
کاستلو دآرجیله ۲۹٫۱ کیلومترمربع مساحت و ۶٬۴۱۹ نفر جمعیت دارد و ۲۳ متر بالاتر از سطح دریا واقع شده‌است.